# Viktor Rossi

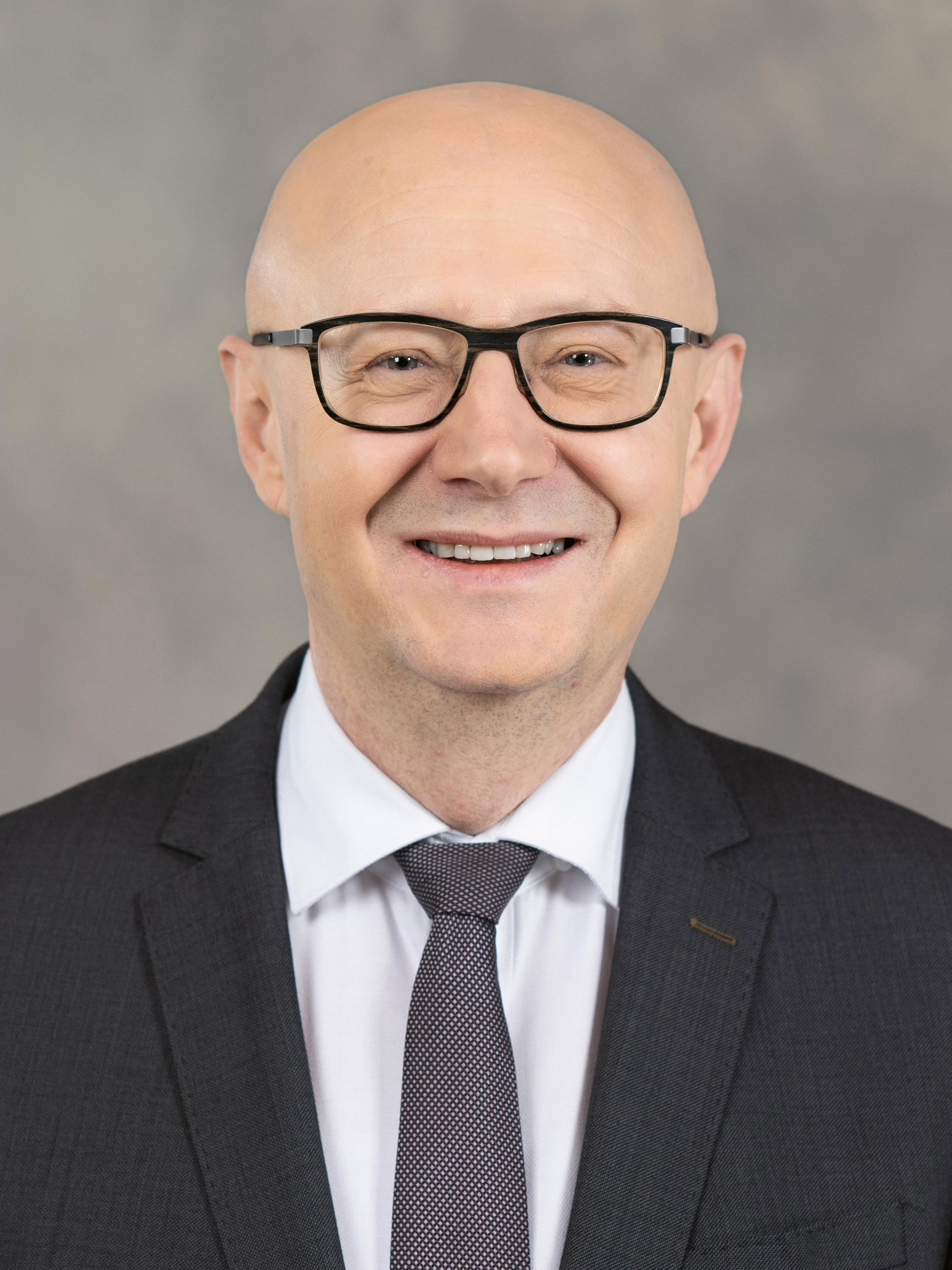
Viktor Rossi (offizielles Porträt für das Jahr 2025)

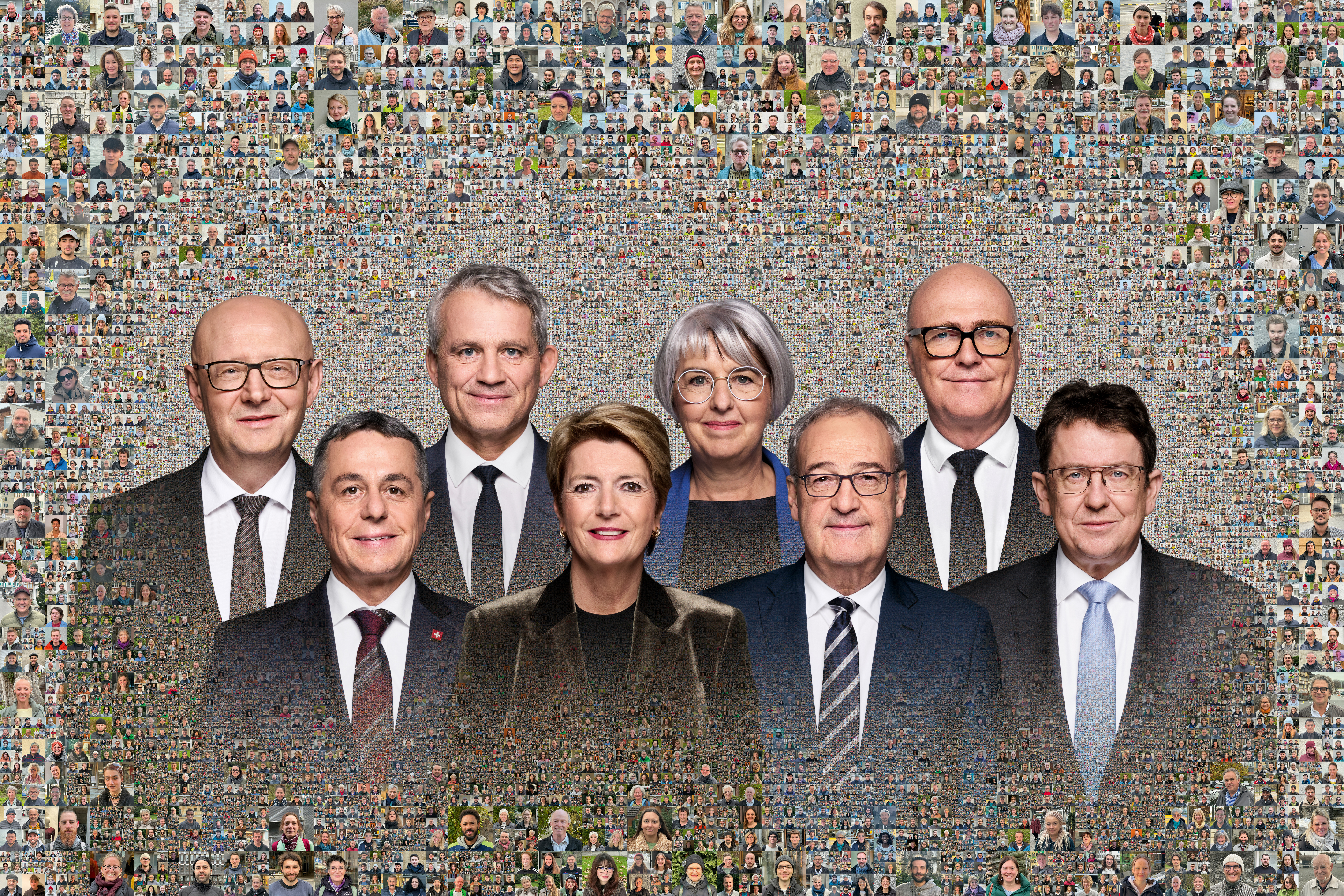
Viktor Rossi (erster von links) auf dem offiziellen Bundesratsfoto 2025

Viktor Rossi (* 31. Oktober 1968 in Bern; heimatberechtigt ebenda) ist seit 1. Januar 2024 der amtierende Bundeskanzler der Schweizerischen Eidgenossenschaft. Das Mitglied der Grünliberalen Partei war zuvor vom 1. Mai 2019 bis 31. Dezember 2023 als Vizekanzler tätig.

## Biografie
Rossi, Sohn von Eltern, welche in den 1950er-Jahren als Saisonniers in die Schweiz kamen, besuchte die Primar- und Sekundarschule in Bern, absolvierte von 1984 bis 1987 eine Kochlehre, besuchte bis 1990 an der Privatschule Humboldtianum in Bern das Wirtschaftsgymnasium (Typus E), bevor er 1996 an der Universität Bern das Wirtschaftsstudium mit dem Diplom als Lehrer für Wirtschaft und Recht (mag. rer. pol.) abschloss. 2015 folgte ein Diploma of Advanced Studies in Law der Universität Bern.
Nach Studienabschluss unterrichtete er zunächst an der Kaufmännischen Berufsfachschule Biel (später Bildung Formation Biel Bienne BFB) als Handelslehrer, bevor er ab 1999 als Direktor die Berufsfachschule leitete. Parallel dazu war er von 2004 bis 2009 Vizepräsident der Kaufmännischen Rektorenkonferenz des Kantons Bern (KRKB), und ab 2009 übernahm er das Präsidium.
Rossi trat im Oktober 2010 in die Bundeskanzlei ein und leitete die Sektion Geschäftsverwaltung und Logistik. Ab 2015 war er Beauftragter des Bundeskanzlers Walter Thurnherr als Auftraggeber des IKT-Schlüsselprojekts GENOVA.
Im Dezember 2018 wählte der Bundesrat Viktor Rossi zum Vizekanzler der Schweizerischen Eidgenossenschaft. Am 1. Mai 2019 trat Rossi das Amt an und leitete seither den Bereich Bundesrat der Bundeskanzlei. Am 30. Oktober 2023 nominierten ihn die Grünliberalen für das Amt des Bundeskanzlers.
Am 13. Dezember 2023 wurde er zum neuen Bundeskanzler ab 2024 in Nachfolge von Walter Thurnherr gewählt, im zweiten Wahlgang erhielt er 135 Stimmen von der Bundesversammlung. Er ist der erste Doppelbürger (Schweiz/Italien) in diesem Amt und zudem das erste Mitglied der Grünliberalen Partei.
Viktor Rossi ist mehrsprachig: Neben seinen Muttersprachen Deutsch (Schriftdeutsch und Mundart) und Italienisch spricht er Französisch und Englisch. Er ist verheiratet und hat zwei erwachsene Töchter.